# 西野 (新潟市)
- 新潟県 > 新潟市 > 江南区 (新潟市) > 西野 (新潟市)
- 新潟県 > 新潟市 > 東区 (新潟市) > 西野 (新潟市)

西野（にしの）は、新潟県新潟市江南区及び東区の町字。郵便番号は950-0106。

## 概要
1889年（明治22年）から現在の大字。阿賀野川下流左岸に位置する。もとは江戸時代から1889年（明治22年）まであった西野新田の区域の一部。

### 隣接する町字
北から東回り順に、以下の町字と隣接する。
- 東区新岡山
- 東区岡山
- 江口
- 大淵
- 直り山
- 西山
- 茗荷谷
- 丸山ノ内善之丞組
- 丸山
- 東区中野山
- 東区東中野山
- 東区猿ヶ馬場
- 東区東中野山

## 歴史
1637年（寛永14年）の開発とされる。

### 分立した町字
2014年（平成26年）以後に、以下の町字が分立。
若葉町（わかばちょう）
2014年（平成26年）12月1日に分立した町字。リンクタウン西野中野山などを含む新興住宅地。

### 年表
- 1889年（明治22年）4月1日 : 合併により大淵村の大字となる。
- 1901年（明治34年）11月1日 : 合併により大江山村の大字となる。
- 1957年（昭和32年）5月3日 : 合併により新潟市の大字となる。
- 2007年（平成19年）4月1日 : 新潟市の政令指定都市移行により、東区と江南区及び東区の大字となる。

## 世帯数と人口
2018年（平成30年）1月31日現在の世帯数と人口は以下の通りである。
| 区     | 大字 | 世帯数 | 人口  |
| ------ | ---- | ------ | ----- |
| 江南区 | 西野 | 86世帯 | 258人 |
| 東区   | 西野 | 0世帯  | 0人   |

## 小・中学校の学区
市立小・中学校に通う場合、学区は以下の通りとなる。
| 区     | 番地 | 小学校                 | 中学校               |
| ------ | --- | ---------------------- | -------------------- |
| 江南区 | 1006番地、1009～1011番地、1013番地 1016～1027番地、1029番地 1064～1072番地、1078～1088番地 1117番地1・2・4、1118～1142番地 1143番地1～3・5、1144番地2・4 1145～1195番地、1196番地1・2 | 新潟市立東中野山小学校 | 新潟市立東石山中学校 |
| 江南区 | 上記以外 | 新潟市立大淵小学校     | 新潟市立大江山中学校 |
| 東区   | 全域 | 新潟市立大淵小学校     | 新潟市立大江山中学校 |

## 交通

### 道路
高速道路
- 東日本高速道路
  - 日本海東北自動車道
    - 西野バスストップ

### バス
新潟交通路線バス
- 郊外線（石山・亀田方面）
  - 西野入口停留所
    - 962 東明線 東明経由 大江山発着